# اتحادیه جهانی ورزش سه‌گانه
اتحادیه جهانی ورزش سه‌گانه (انگلیسی: International Triathlon Union) نهاد اداره‌کننده مسابقات ورزش سه‌گانه در سطح جهان است.
این سازمان در سال ۱۹۸۹ تأسیس شده و مقر آن لوزان، سوئیس است.